# Anvéville
Anvéville település Franciaországban, Seine-Maritime megyében. Lakosainak száma 298 fő (2022. január 1.). Anvéville Harcanville, Carville-Pot-de-Fer, Étoutteville, Hautot-Saint-Sulpice és Héricourt-en-Caux községekkel határos.

## Népesség
A település népességének változása:
| Lakosok száma | 293  | 295  | 300  | 295  | 295  | 300  | 300  | 304  | 298  |
|               | 2013 | 2015 | 2016 | 2017 | 2018 | 2019 | 2020 | 2021 | 2022 |